# Аугусто да Коста
Аугусто да Коста (порт. Augusto da Costa, 22 жовтня 1920, Ріо-де-Жанейро — 1 березня 2004, Ріо-де-Жанейро) — бразильський футболіст, що грав на позиції захисника, зокрема, за клуб «Васко да Гама», а також національну збірну Бразилії, у складі якої — переможець чемпіонату Південної Америки 1949 року і срібний призер чемпіонату світу 1950 року.

## Клубна кар'єра
У дорослому футболі дебютував 1936 року виступами за команду клубу «Сан-Крістован», в якій провів вісім сезонів.
1945 року перейшов до клубу «Васко да Гама», за який відіграв 9 сезонів. Більшість часу, проведеного у складі «Васко да Гама», був основним гравцем захисту команди. Завершив професійну кар'єру футболіста виступами за «Васко да Гама» у 1954 році, ставши на той момент у складі команди п'ятиразовим переможцем Ліги Каріока.
Помер 1 березня 2004 року на 84-му році життя у місті Ріо-де-Жанейро.

## Виступи за збірну
1946 року дебютував в офіційних матчах у складі національної збірної Бразилії. Того ж року був учасником чемпіонату Південної Америки в Аргентині, де разом з командою здобув «срібло».
На домашньому чемпіонаті Південної Америки 1949 року був основним захисником команди, яка здобула того року титул континентальних чемпіонів.
Ще за рік, у 1950, Бразилія приймала тогорічний чемпіонат світу, на якому команда-господар була основним фаворитом. Аугусто виводив її на поле з капітанською пов'язкою і взяв участь в усіх матчах бразильців на турнірі, включаючи вирішальний матч проти збірної Уругваю, в якому визначався чемпіон світу і в якому бразильці неочікувано поступилися 1:2, отримавши лише срібні нагороди мундіалю.
Загалом протягом кар'єри у національній команді, яка тривала 5 років, провів у її формі 20 матчів, забивши 1 гол.

## Титули і досягнення

### Клубні
- Переможець Ліги Каріока (5):

«Васко да Гама»: 1945, 1947, 1949, 1950, 1952
- Переможець Клубного чемпіонату Південної Америки з футболу (1):

«Васко да Гама»: 1948

### У складі збірної
- Володар Кубка Ріу-Бранку (1): 1947
- Переможець чемпіонату Південної Америки (1): 1949
- Срібний призер Чемпіонату Південної Америки: 1946
- Віце-чемпіон світу: 1950